# Ківікюла (Гаапсалу)
Кі́вікюла (ест. Kiviküla) — село в Естонії, у волості Рідала повіту Ляенемаа.

## Населення
Чисельність населення на 31 грудня 2011 року становила 15 осіб.

## Географія
Село розташоване на березі затоки Топу (Topu laht) у протоці Вяйнамері.

## Історія
З 1998 року село відновлено як окремий населений пункт.

## Пам'ятки природи

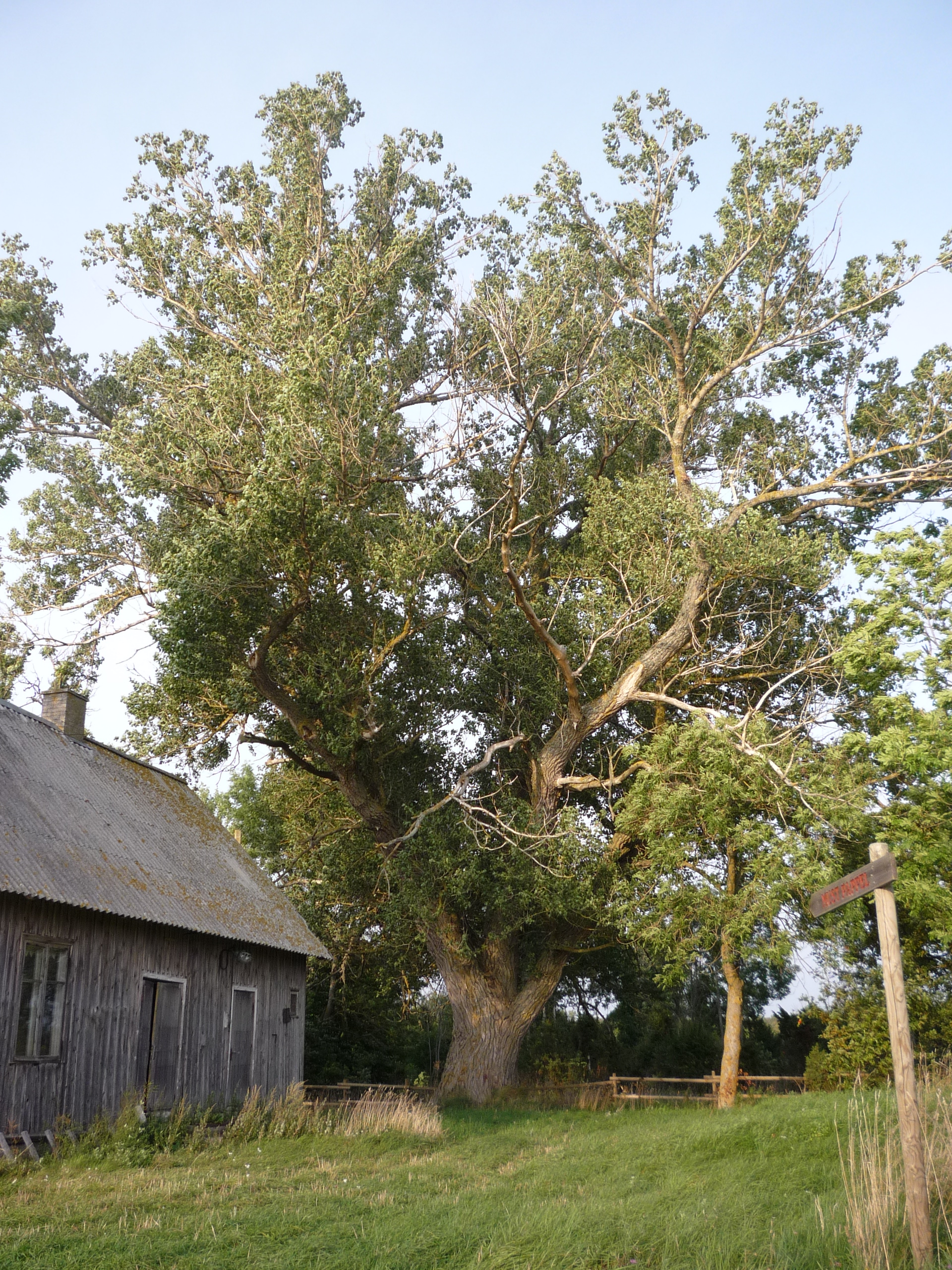
Тополя чорна в Ківікюла

У селі поблизу гавані росте чорна тополя, що має 610 см в обхваті.